# Raid de la prison de Renacer
Invasion du Panama par les États-Unis
Batailles
Invasion du Panama par les États-Unis :
- Tocumen
- Acid Gambit
- Renacer
- Rio Hato
- Paitilla Airport (en)
- Balboa Harbour (en)
- Fort Amador (en)
- Coco Solo (en)
- Pacora River Bridge (en)
- Panama City (en)
- Nifty Package (en)
- Western Operations (en)
- Madden Dam (en)

Le raid de la prison de Renacer est une attaque menée contre la prison d'El Renacer à Gamboa, au Panama, par des unités de la 82e division aéroportée de l'armée américaine le 20 décembre 1989, lors de l'invasion américaine du Panama. Au cours du raid, l'armée américaine a libéré les soixante-quatre prisonniers détenus dans le centre de détention et a tué 5 soldats des forces de défense du Panama (en),,,.
La force américaine était composée de quatre-vingts parachutistes ainsi que de trois hélicoptères UH-1, de deux hélicoptères de reconnaissance OH-58, d'une péniche de débarquement moyenne (LCM) et d'un AH-1 Cobra. La force de raid était composée d'unités issues de la 7e division d'infanterie, de la 82e division aéroportée, de la compagnie C du 3e bataillon du 504e régiment d'infanterie parachutiste (en), du 1er bataillon du 228e régiment d'aviation, du 307e bataillon du génie et du 1097e société de transport.

## Raid
La prison de Renacer se trouve à côté du canal de Panama, à peu près à mi-chemin de l'isthme. La prison n'est pas grande par rapport aux autres prisons. La cour clôturée ne mesure pas plus de quarante mètres sur soixante-dix. La prison elle-même est un ensemble d'environ 20 bâtiments en parpaings et en bois, tous avec des toits en tôle. En décembre 1989, le régime de Noriega l'avait rempli de prisonniers politiques, dont beaucoup étaient issus du coup d'État avorté d'octobre précédent. Parmi les détenus se trouvaient plusieurs américains.
Le plan américain impliquait un assaut aérien et un atterrissage amphibie simultanés à 1 h 0 du matin le 20 décembre au cours desquels deux Hueys, chacun transportant 11 parachutistes, atterriraient dans la cour exiguë de la prison. Les mitrailleurs de porte procédaient à l'engagement de cibles spécifiques. Pendant ce temps, un hélicoptère d'attaque AH-1 "Cobra" de la 7e division d'infanterie tirerait sur la caserne des gardes. L'élément d'assaut, qui faisait partie du 2e peloton, fouillait alors immédiatement et sécurisait la caserne des prisonniers, le bâtiment de loisirs et les deux autres bâtiments principaux.
Dans le même temps, le reste du 2e peloton débarquerait des péniches de débarquement (LCM) du côté du canal pour fournir un appui-feu et la sécurité de l'assaut. Le 3e peloton serait également sur le LCM. Leur partie de la mission consistait à dégager et à sécuriser les bâtiments restants à l'extérieur de la clôture grillagée de la prison. Un hélicoptère de reconnaissance OH-58 transportait un tireur d'élite de la compagnie.
Enfin, un troisième Huey, transportant dix éclaireurs, atterrirait à l'extérieur de la prison pour empêcher toute tentative des forces de défense du Panama de renforcer la garnison de la prison.